# 2009年のATPワールドツアー
2009年のATPワールドツアーは、2009年のATPワールドツアーの日程と決勝結果である。

## 日程
2009年ATPカレンダー より作成
| グランドスラム                   |
| ATPワールドツアー・ファイナル    |
| ATP ワールドツアーマスターズ1000 |
| ATP ワールドツアー500            |
| ATP ワールドツアー250            |
| チームイベント                   |

| 日時            | 大会名 | 優勝者 | 準優勝者                                                                                               | 試合結果 （スコア）             |
| --------------- | --- | --- | --- | ------------------------------- |
| 1月5日          | ホップマンカップ パース AU$1,000,000 - ハード (室内) - 8チーム (RR) | スロバキア                                                                                                 | ロシア                                                                                                 | 2–0                             |
| 1月5日          | ブリスベン国際 ブリスベン $484,750 - ハード - 32S/32Q/16D | ラデク・ステパネク                                                                                         | フェルナンド・ベルダスコ                                                                               | 3–6, 6–3, 6–4                   |
| 1月5日          | ブリスベン国際 ブリスベン $484,750 - ハード - 32S/32Q/16D | マルク・ジケル ジョー＝ウィルフリード・ツォンガ                                                            | フェルナンド・ベルダスコ ミーシャ・ズベレフ                                                            | 6–4, 6–3                        |
| 1月5日          | カタール・エクソンモービル・オープン ドーハ $1,110,250 - ハード - 32S/32Q/16D | アンディ・マリー                                                                                           | アンディ・ロディック                                                                                   | 6-4, 6-2                        |
| 1月5日          | カタール・エクソンモービル・オープン ドーハ $1,110,250 - ハード - 32S/32Q/16D | マルク・ロペス ラファエル・ナダル                                                                          | ダニエル・ネスター ネナド・ジモニッチ                                                                  | 4–6, 6–4, [10–8]                |
| 1月5日          | チェンナイ・オープン チェンナイ $450,000 - ハード - 32S/32Q/16D | マリン・チリッチ                                                                                           | ソムデブ・デブバルマン                                                                                 | 6–4, 7–6(3)                     |
| 1月5日          | チェンナイ・オープン チェンナイ $450,000 - ハード - 32S/32Q/16D | エリック・ブトラック ラジーブ・ラム                                                                        | ジャン＝クロード・シェレル スタニスラス・ワウリンカ                                                    | 6–3, 6–4                        |
| 1月12日         | ハイネケン・オープン オークランド $480,750 - ハード - 28S/32Q/16D | フアン・マルティン・デル・ポトロ                                                                           | サム・クエリー                                                                                         | 6–4, 6–4                        |
| 1月12日         | ハイネケン・オープン オークランド $480,750 - ハード - 28S/32Q/16D | マルティン・ダム ロベルト・リンドステット                                                                  | スコット・リプスキー リーンダー・パエス                                                                | 7–5, 6–4                        |
| 1月12日         | メディバンク国際 シドニー $484,750 - ハード - 28S/32Q/16D | ダビド・ナルバンディアン                                                                                   | ヤルコ・ニエミネン                                                                                     | 6–3, 6–7(9), 6–2                |
| 1月12日         | メディバンク国際 シドニー $484,750 - ハード - 28S/32Q/16D | ボブ・ブライアン マイク・ブライアン                                                                        | ダニエル・ネスター ネナド・ジモニッチ                                                                  | 6–1, 7–6(3)                     |
| 1月19日 1月26日 | 全豪オープン メルボルン A$10,712,240 - ハード 128S/128Q/64D/32X シングルス – ダブルス – 混合ダブルス | ラファエル・ナダル                                                                                         | ロジャー・フェデラー                                                                                   | 7–5, 3–6, 7–6(3), 3–6, 6–2      |
| 1月19日 1月26日 | 全豪オープン メルボルン A$10,712,240 - ハード 128S/128Q/64D/32X シングルス – ダブルス – 混合ダブルス | ボブ・ブライアン マイク・ブライアン                                                                        | マヘシュ・ブパシ マーク・ノールズ                                                                      | 2–6, 7–5, 6–0                   |
| 1月19日 1月26日 | 全豪オープン メルボルン A$10,712,240 - ハード 128S/128Q/64D/32X シングルス – ダブルス – 混合ダブルス | サニア・ミルザ マヘシュ・ブパシ                                                                            | ナタリー・ドシー アンディ・ラム                                                                        | 6–3, 6–1                        |
| 2月2日          | SAテニスオープン ヨハネスブルグ $500,000 - ハード - 32S/32Q/16D | ジョー＝ウィルフリード・ツォンガ                                                                           | ジェレミー・シャルディー                                                                               | 6–4, 7–6(5)                     |
| 2月2日          | SAテニスオープン ヨハネスブルグ $500,000 - ハード - 32S/32Q/16D | ジェームス・セレターニ ディック・ノーマン                                                                  | リック・デ・フェスト アシュリー・フィッシャー                                                          | 6–7(7), 6–2, [14–12]            |
| 2月2日          | モビスター・オープン サンティアゴ $496,750 - クレー - 32S/32Q/16D | フェルナンド・ゴンサレス                                                                                   | ホセ・アカスソ                                                                                         | 6–1, 6–3                        |
| 2月2日          | モビスター・オープン サンティアゴ $496,750 - クレー - 32S/32Q/16D | パブロ・クエバス ブリアン・ダブル                                                                          | フランティシェク・チェルマク ミハル・メルティナク                                                      | 6–3, 6–3                        |
| 2月2日          | PBZザグレブ・インドア ザグレブ €450,00 - ハード (室内) - 32S/32Q/16D | マリン・チリッチ                                                                                           | マリオ・アンチッチ                                                                                     | 6–3, 6–4                        |
| 2月2日          | PBZザグレブ・インドア ザグレブ €450,00 - ハード (室内) - 32S/32Q/16D | マルティン・ダム ロベルト・リンドステット                                                                  | クリストファー・カス ロヒール・ワッセン                                                                | 6–4, 6–3                        |
| 2月9日          | SAPオープン サンノゼ $600,000 - ハード (室内) - 32S/32Q/16D | ラデク・ステパネク                                                                                         | マーディ・フィッシュ                                                                                   | 3–6, 6–4, 6–2                   |
| 2月9日          | SAPオープン サンノゼ $600,000 - ハード (室内) - 32S/32Q/16D | トミー・ハース ラデク・ステパネク                                                                          | ロハン・ボパンナ ヤルコ・ニエミネン                                                                    | 6–2, 6–3                        |
| 2月9日          | ブラジル・オープン コスタ・ド・サイペ $562,500 - クレー - 32S/32Q/16D | トミー・ロブレド                                                                                           | トマス・ベルッシ                                                                                       | 6–3, 3–6, 6–4                   |
| 2月9日          | ブラジル・オープン コスタ・ド・サイペ $562,500 - クレー - 32S/32Q/16D | マルセル・グラノリェルス トミー・ロブレド                                                                  | ルーカス・アルノルド・カー フアン・モナコ                                                              | 6–4, 7–5                        |
| 2月9日          | ABNアムロ世界テニス・トーナメント ロッテルダム €1,445,000 - ハード (室内) - 32S/32Q/16D | アンディ・マリー                                                                                           | ラファエル・ナダル                                                                                     | 6–3, 4–6, 6–0                   |
| 2月9日          | ABNアムロ世界テニス・トーナメント ロッテルダム €1,445,000 - ハード (室内) - 32S/32Q/16D | ダニエル・ネスター ネナド・ジモニッチ                                                                      | ルーカス・ドロウヒー リーンダー・パエス                                                                | 6–2, 7–5                        |
| 2月16日         | コパ・テルメックス ブエノスアイレス $600,000 - クレー - 32S/32Q/16D | トミー・ロブレド                                                                                           | フアン・モナコ                                                                                         | 7–5, 2–6, 7–6(5)                |
| 2月16日         | コパ・テルメックス ブエノスアイレス $600,000 - クレー - 32S/32Q/16D | マルセル・グラノリェルス アルベルト・マルティン                                                            | ニコラス・アルマグロ サンティアゴ・ベントゥーラ                                                        | 6–3, 5–7, [10–8]                |
| 2月16日         | リージョンズ・モーガン・キーガン選手権 メンフィス $1,226,500 - ハード (室内) - 32S/32Q/16D | アンディ・ロディック                                                                                       | ラデク・ステパネク                                                                                     | 7–5, 7–5                        |
| 2月16日         | リージョンズ・モーガン・キーガン選手権 メンフィス $1,226,500 - ハード (室内) - 32S/32Q/16D | マーディ・フィッシュ マーク・ノールズ                                                                      | トラビス・パロット フリップ・ポラセク                                                                  | 7–6(7), 6–1                     |
| 2月16日         | オープン13 マルセイユ €576,000 - ハード (室内) - 28S/32Q/16D | ジョー＝ウィルフリード・ツォンガ                                                                           | ミカエル・ロドラ                                                                                       | 7–5, 7–6(3)                     |
| 2月16日         | オープン13 マルセイユ €576,000 - ハード (室内) - 28S/32Q/16D | アルノー・クレマン ミカエル・ロドラ                                                                        | ユリアン・ノール アンディ・ラム                                                                        | 3–6, 6–3, [10–8]                |
| 2月23日         | バークレイズ・ドバイ・テニス選手権 ドバイ $2,233,000 - ハード - 32S/32Q/16D | ノバク・ジョコビッチ                                                                                       | ダビド・フェレール                                                                                     | 7–5, 6–3                        |
| 2月23日         | バークレイズ・ドバイ・テニス選手権 ドバイ $2,233,000 - ハード - 32S/32Q/16D | リック・デ・フスト ドミトリー・トゥルスノフ                                                                | マルティン・ダム ロベルト・リンドステット                                                              | 4–6, 6–3, [10–5]                |
| 2月23日         | アビエルト・メキシコ・テルセル アカプルコ $1,226,500 - クレー - 32S/32Q/16D | ニコラス・アルマグロ                                                                                       | ガエル・モンフィス                                                                                     | 6–4, 6–4                        |
| 2月23日         | アビエルト・メキシコ・テルセル アカプルコ $1,226,500 - クレー - 32S/32Q/16D | フランティシェク・チェルマク ミハル・メルティナク                                                          | ルカシュ・クボット オリバー・マラチ                                                                    | 4–6, 6–4, [10–7]                |
| 2月23日         | デルレイビーチ国際テニス選手権 デルレイビーチ $500,000 - ハード - 32S/32Q/16D | マーディ・フィッシュ                                                                                       | エフゲニー・コロレフ                                                                                   | 7–5, 6–3                        |
| 2月23日         | デルレイビーチ国際テニス選手権 デルレイビーチ $500,000 - ハード - 32S/32Q/16D | ボブ・ブライアン マイク・ブライアン                                                                        | マルセロ・メロ アンドレ・サ                                                                            | 6–4, 6–4                        |
| 3月2日          | デビスカップ1回戦 ブエノスアイレス - クレー オストラヴァ - カーペット (室内) バーミングハム - ハード (室内) ポレッチ - ハード (室内) マルメ - カーペット (室内) シビウ - カーペット (室内) ガルミッシュ＝パルテンキルヒェン - ハード (室内) ベニドルム - クレー | 勝利チーム · アルゼンチン · チェコ · アメリカ合衆国 · クロアチア · イスラエル · ロシア · ドイツ · スペイン | 敗退チーム · オランダ · フランス · スイス · チリ · スウェーデン · ルーマニア · オーストリア · セルビア | 5–0 3–2 4–1 5–0 3–2 4–1 3–2 4–1 |
| 3月9日 3月16日  | BNPパリバ・オープン インディアンウェルズ $4,500,000 - ハード - 96S/48Q/32D | ラファエル・ナダル                                                                                         | アンディ・マリー                                                                                       | 6–1, 6–2                        |
| 3月9日 3月16日  | BNPパリバ・オープン インディアンウェルズ $4,500,000 - ハード - 96S/48Q/32D | アンディ・ロディック マーディ・フィッシュ                                                                  | マックス・ミルヌイ アンディ・ラム                                                                      | 3–6, 6–1, [14–12]               |
| 3月23日 3月30日 | ソニー・エリクソン・オープン マイアミ $4,500,000 - ハード - 96S/48Q/32D | アンディ・マリー                                                                                           | ノバク・ジョコビッチ                                                                                   | 6–2, 7–5                        |
| 3月23日 3月30日 | ソニー・エリクソン・オープン マイアミ $4,500,000 - ハード - 96S/48Q/32D | マックス・ミルヌイ アンディ・ラム                                                                          | アシュレー・フィッシャー ステファン・フース                                                            | 6–7(4), 6–2, [10–7]             |
| 4月6日          | ハサン2世グランプリ カサブランカ €450,000 - クレー - 28S/32Q/16D | フアン・カルロス・フェレーロ                                                                               | フローラン・セラ                                                                                       | 6–4, 7–5                        |
| 4月6日          | ハサン2世グランプリ カサブランカ €450,000 - クレー - 28S/32Q/16D | ルカシュ・クボット オリバー・マラチ                                                                        | シーモン・アスペリン ポール・ハンリー                                                                  | 7–6(4), 3–6, [10–6]             |
| 4月6日          | 全米男子クレーコート選手権 ヒューストン $500,000 - クレー - 28S/32Q/16D | レイトン・ヒューイット                                                                                     | ウェイン・オデスニク                                                                                   | 6–2, 7–5                        |
| 4月6日          | 全米男子クレーコート選手権 ヒューストン $500,000 - クレー - 28S/32Q/16D | ボブ・ブライアン マイク・ブライアン                                                                        | ジェシー・レビン ライアン・スウィーティング                                                            | 6–1, 6–2                        |
| 4月13日         | モンテカルロ・マスターズ モンテカルロ €2,750,000 - クレー - 56S/28Q/24D | ラファエル・ナダル                                                                                         | ノバク・ジョコビッチ                                                                                   | 6–3, 2–6, 6–1                   |
| 4月13日         | モンテカルロ・マスターズ モンテカルロ €2,750,000 - クレー - 56S/28Q/24D | ダニエル・ネスター ネナド・ジモニッチ                                                                      | ボブ・ブライアン マイク・ブライアン                                                                    | 6–4, 6–1                        |
| 4月20日         | バルセロナ・オープン・サバデル・アトランティコ バルセロナ €1,995,000 - クレー - 56S/28Q/24D | ラファエル・ナダル                                                                                         | ダビド・フェレール                                                                                     | 6–2, 7–5                        |
| 4月20日         | バルセロナ・オープン・サバデル・アトランティコ バルセロナ €1,995,000 - クレー - 56S/28Q/24D | ダニエル・ネスター ネナド・ジモニッチ                                                                      | マヘシュ・ブパシ マーク・ノールズ                                                                      | 6–3, 7–6(9)                     |
| 4月27日         | BNLイタリア国際 ローマ €2,750,000 - クレー - 56S/28Q/24D | ラファエル・ナダル                                                                                         | ノバク・ジョコビッチ                                                                                   | 7–6(2), 6–2                     |
| 4月27日         | BNLイタリア国際 ローマ €2,750,000 - クレー - 56S/28Q/24D | ダニエル・ネスター ネナド・ジモニッチ                                                                      | ボブ・ブライアン マイク・ブライアン                                                                    | 7–6(5), 6–3                     |
| 5月4日          | エストリル・オープン エストリル €450,000 - クレー - 28S/32Q/16D | アルベルト・モンタニェス                                                                                   | ジェームズ・ブレーク                                                                                   | 5–7, 7–6(6), 6–0                |
| 5月4日          | エストリル・オープン エストリル €450,000 - クレー - 28S/32Q/16D | エリック・ブトラック スコット・リプスキー                                                                  | マルティン・ダム ロベルト・リンドステット                                                              | 6–3, 6–2                        |
| 5月4日          | セルビア・オープン ベオグラード €450,000 - クレー - 28S/32Q/16D | ノバク・ジョコビッチ                                                                                       | ルカシュ・クボット                                                                                     | 6–3, 7–6(0)                     |
| 5月4日          | セルビア・オープン ベオグラード €450,000 - クレー - 28S/32Q/16D | ルカシュ・クボット オリバー・マラチ                                                                        | ヨハン・ブルンストロム ジャン＝ジュリアン・ロイヤー                                                    | 6–2, 7–6(3)                     |
| 5月4日          | BMWオープン ミュンヘン €450,000 - クレー - 32S/32Q/16D | トマーシュ・ベルディハ                                                                                     | ミハイル・ユージニー                                                                                   | 6–4, 4–6, 7–6(5)                |
| 5月4日          | BMWオープン ミュンヘン €450,000 - クレー - 32S/32Q/16D | ヤン・ヘルニチ イボ・ミナール                                                                              | アシュリー・フィッシャー ジョーダン・カー                                                              | 6–4, 6–4                        |
| 5月11日         | ムチュア・マドリード・オープン マドリード €3,700,000 - クレー - 56S/28Q/24D | ロジャー・フェデラー                                                                                       | ラファエル・ナダル                                                                                     | 6–4, 6–4                        |
| 5月11日         | ムチュア・マドリード・オープン マドリード €3,700,000 - クレー - 56S/28Q/24D | ダニエル・ネスター ネナド・ジモニッチ                                                                      | シーモン・アスペリン ウェスリー・ムーディ                                                              | 6–4, 6–4                        |
| 5月18日         | ワールドチームカップ デュッセルドルフ €1,351,000 - クレー - 8チーム (RR) | セルビア                                                                                                   | ドイツ                                                                                                 | 2–1                             |
| 5月18日         | オーストリア・オープン キッツビュール €450,000 - クレー - 28S/32Q/16D | ギリェルモ・ガルシア＝ロペス                                                                               | ジュリアン・ベネトー                                                                                   | 3–6, 7–6(1), 6–3                |
| 5月18日         | オーストリア・オープン キッツビュール €450,000 - クレー - 28S/32Q/16D | アンドレ・サ マルセロ・メロ                                                                                | アンドレイ・パベル ホリア・テカウ                                                                      | 6–7(9), 6–2, [10–7]             |
| 5月25日 6月1日  | 全仏オープン パリ €7,322,320 - クレー 128S/128Q/64D/32X シングルス – ダブルス – 混合ダブルス | ロジャー・フェデラー                                                                                       | ロビン・セーデリング                                                                                   | 6–1, 7–6(1), 6–4                |
| 5月25日 6月1日  | 全仏オープン パリ €7,322,320 - クレー 128S/128Q/64D/32X シングルス – ダブルス – 混合ダブルス | ルーカス・ドロウヒー リーンダー・パエス                                                                    | ウェスリー・ムーディ ディック・ノーマン                                                                | 3–6, 6–3, 6–2                   |
| 5月25日 6月1日  | 全仏オープン パリ €7,322,320 - クレー 128S/128Q/64D/32X シングルス – ダブルス – 混合ダブルス | リーゼル・フーバー ボブ・ブライアン                                                                        | バニア・キング マルセロ・メロ                                                                          | 5–7, 7–6(5), [10–7]             |
| 6月8日          | エイゴン選手権 ロンドン €750,000 - 芝 - 56S/32Q/24D | アンディ・マリー                                                                                           | ジェームズ・ブレーク                                                                                   | 7–5, 6–4                        |
| 6月8日          | エイゴン選手権 ロンドン €750,000 - 芝 - 56S/32Q/24D | ウェスリー・ムーディ ミハイル・ユージニー                                                                  | マルセロ・メロ アンドレ・サ                                                                            | 6–4, 4–6, [10–6]                |
| 6月8日          | ゲリー・ウェバー・オープン ハレ €750,000 - 芝 - 32S/32Q/16D | トミー・ハース                                                                                             | ノバク・ジョコビッチ                                                                                   | 6–3, 6–7(4), 6–1                |
| 6月8日          | ゲリー・ウェバー・オープン ハレ €750,000 - 芝 - 32S/32Q/16D | クリストファー・カス フィリップ・コールシュライバー                                                        | アンドレアス・ベック マルコ・チウディネリ                                                              | 6–3, 6–4                        |
| 6月15日         | オルディナ・オープン スヘルトーヘンボス €450,000 - 芝 - 32S/32Q/16D | ベンヤミン・ベッカー                                                                                       | レーモン・スロイター                                                                                   | 7–5, 6–3                        |
| 6月15日         | オルディナ・オープン スヘルトーヘンボス €450,000 - 芝 - 32S/32Q/16D | ウェスリー・ムーディ ディック・ノーマン                                                                    | ヨハン・ブルンストロム ジャン＝ジュリアン・ロイヤー                                                    | 7–6(3), 6–7(8), [10–5]          |
| 6月15日         | エイゴン国際 イーストボーン €450,000 - 芝 - 32S/23Q/16D | ドミトリー・トゥルスノフ                                                                                   | フランク・ダンチェビッチ                                                                               | 6–3, 7–6(3)                     |
| 6月15日         | エイゴン国際 イーストボーン €450,000 - 芝 - 32S/23Q/16D | マリウシュ・フィルステンベルク マルチン・マトコフスキ                                                      | トラビス・パロット フリップ・ポラセク                                                                  | 6–4, 6–4                        |
| 6月22日 6月29日 | ウィンブルドン選手権 ロンドン £5,616,600 - 芝 128S/128Q/64D/16Q/48X シングルス – ダブルス – 混合ダブルス | ロジャー・フェデラー                                                                                       | アンディ・ロディック                                                                                   | 5–7, 7–6(6), 7–6(5), 3–6, 16–14 |
| 6月22日 6月29日 | ウィンブルドン選手権 ロンドン £5,616,600 - 芝 128S/128Q/64D/16Q/48X シングルス – ダブルス – 混合ダブルス | ダニエル・ネスター ネナド・ジモニッチ                                                                      | ボブ・ブライアン マイク・ブライアン                                                                    | 7–6(7), 6–7(3), 7–6(3), 6–3     |
| 6月22日 6月29日 | ウィンブルドン選手権 ロンドン £5,616,600 - 芝 128S/128Q/64D/16Q/48X シングルス – ダブルス – 混合ダブルス | アンナ＝レナ・グローネフェルト マーク・ノールズ                                                            | カーラ・ブラック リーンダー・パエス                                                                    | 7–5, 6–3                        |
| 7月6日          | キャンベルテニス殿堂選手権 ニューポート $500,000 - 芝 - 32S/32Q/16D | ラジーブ・ラム                                                                                             | サム・クエリー                                                                                         | 6–7(3), 7–5, 6–3                |
| 7月6日          | キャンベルテニス殿堂選手権 ニューポート $500,000 - 芝 - 32S/32Q/16D | ジョーダン・カー ラジーブ・ラム                                                                            | ミハエル・コールマン ロヒール・ワッセン                                                                | 6–7(6), 7–6(7), [10–6]          |
| 7月6日          | デビスカップ準々決勝 オストラヴァ - ハード (室内) ポレッチ - クレー (室内) テルアビブ - ハード (室内) マルベーリャ - クレー | 勝利チーム · チェコ · クロアチア · イスラエル · スペイン                                                   | 敗退チーム · アルゼンチン · アメリカ合衆国 · ロシア · ドイツ                                           | 3–2 4–1 3–2                     |
| 7月13日         | スウェーデン・オープン ボースタード €450,000 - クレー - 28S/32Q/16D | ロビン・セーデリング                                                                                       | フアン・モナコ                                                                                         | 6–3, 7–6(4)                     |
| 7月13日         | スウェーデン・オープン ボースタード €450,000 - クレー - 28S/32Q/16D | ヤロスラフ・レビンスキー フリップ・ポラセク                                                                | ロベルト・リンドステット ロビン・セーデリング                                                          | 1–6, 6–3, [10–7]                |
| 7月13日         | メルセデス・カップ シュトゥットガルト €450,000 - クレー - 28S/32Q/16D | ジェレミー・シャルディー                                                                                   | ビクトル・ハネスク                                                                                     | 1–6, 6–3, 6–4                   |
| 7月13日         | メルセデス・カップ シュトゥットガルト €450,000 - クレー - 28S/32Q/16D | フランティシェク・チェルマク ミハル・メルティナク                                                          | ビクトル・ハネスク ホリア・テカウ                                                                      | 7–5, 6–4                        |
| 7月20日         | インディアナポリス・テニス選手権 インディアナポリス $600,000 - ハード - 32S/32Q/16D | ロビー・ジネプリ                                                                                           | サム・クエリー                                                                                         | 6–2, 6–4                        |
| 7月20日         | インディアナポリス・テニス選手権 インディアナポリス $600,000 - ハード - 32S/32Q/16D | エルネスツ・ガルビス ドミトリー・トゥルスノフ                                                              | アシュリー・フィッシャー ジョーダン・カー                                                              | 6–4, 3–6, [11–9]                |
| 7月20日         | ドイツ国際オープン ハンブルク €1,115,000 - クレー - 48S/24Q/16D | ニコライ・ダビデンコ                                                                                       | ポール＝アンリ・マチュー                                                                               | 6–4, 6–2                        |
| 7月20日         | ドイツ国際オープン ハンブルク €1,115,000 - クレー - 48S/24Q/16D | シーモン・アスペリン ポール・ハンリー                                                                      | マルセロ・メロ フィリップ・ポラセク                                                                    | 6–3, 6–3                        |
| 7月27日         | アリアンツ・スイスオープン・グシュタード グシュタード €450,000 - クレー - 32S/32Q/16D | トマス・ベルッシ                                                                                           | アンドレアス・ベック                                                                                   | 6–4, 7–6(2)                     |
| 7月27日         | アリアンツ・スイスオープン・グシュタード グシュタード €450,000 - クレー - 32S/32Q/16D | マルコ・チウディネリ ミヒャエル・ラマー                                                                    | ヤロスラフ・レビンスキー フィリップ・ポラセク                                                          | 7–5, 6–3                        |
| 7月27日         | クロアチア・オープン ウマグ €450,000 - クレー - 32S/32Q/16D | ニコライ・ダビデンコ                                                                                       | フアン・カルロス・フェレーロ                                                                           | 6–3, 6–0                        |
| 7月27日         | クロアチア・オープン ウマグ €450,000 - クレー - 32S/32Q/16D | フランティシェク・チェルマク ミハル・メルティナク                                                          | ヨハン・ブランシュトロム ジャン＝ジュリアン・ロジェ                                                    | 6–4, 6–4                        |
| 7月27日         | ファーマーズ・クラシック ロサンゼルス $700,000 - ハード - 28S/32Q/16D | サム・クエリー                                                                                             | カーステン・ボール                                                                                     | 6–4, 3–6, 6–1                   |
| 7月27日         | ファーマーズ・クラシック ロサンゼルス $700,000 - ハード - 28S/32Q/16D | ボブ・ブライアン マイク・ブライアン                                                                        | ベンヤミン・ベッカー フランク・モーザー                                                                | 6–4, 7–6(2)                     |
| 8月3日          | レッグ・メーソン・テニス・クラシック ワシントンD.C. $1,402,000 - ハード - 48S/24Q/16D | フアン・マルティン・デル・ポトロ                                                                           | アンディ・ロディック                                                                                   | 3–6, 7–5, 7–6(6)                |
| 8月3日          | レッグ・メーソン・テニス・クラシック ワシントンD.C. $1,402,000 - ハード - 48S/24Q/16D | マルティン・ダム ロベルト・リンドステット                                                                  | マリウシュ・フィルステンベルク マルチン・マトコフスキ                                                  | 7–5, 7–6(3)                     |
| 8月10日         | ロジャーズ・カップ モントリオール $3,000,000 - ハード - 56S/28Q/24D | アンディ・マリー                                                                                           | フアン・マルティン・デル・ポトロ                                                                       | 6–7(4), 7–6(3), 6–1             |
| 8月10日         | ロジャーズ・カップ モントリオール $3,000,000 - ハード - 56S/28Q/24D | マヘシュ・ブパシ マーク・ノールズ                                                                          | マックス・ミルヌイ アンディ・ラム                                                                      | 6–4, 6–3                        |
| 8月17日         | WSファイナンシャル・グループ・マスターズ シンシナティ $3,000,000 - ハード - 56S/28Q/24D | ロジャー・フェデラー                                                                                       | ノバク・ジョコビッチ                                                                                   | 6–1, 7–5                        |
| 8月17日         | WSファイナンシャル・グループ・マスターズ シンシナティ $3,000,000 - ハード - 56S/28Q/24D | ダニエル・ネスター ネナド・ジモニッチ                                                                      | ボブ・ブライアン マイク・ブライアン                                                                    | 3–6, 7–6(2), [15–13]            |
| 8月24日         | パイロット・ペン・テニス ニューヘイブン $750,000 - ハード - 48S/32Q/16D | フェルナンド・ベルダスコ                                                                                   | サム・クエリー                                                                                         | 6–4, 7–6(6)                     |
| 8月24日         | パイロット・ペン・テニス ニューヘイブン $750,000 - ハード - 48S/32Q/16D | ユルゲン・メルツァー ユリアン・ノール                                                                      | ブルーノ・ソアレス ケビン・ウリエット                                                                  | 6–4, 7–6(3)                     |
| 8月31日 9月7日  | 全米オープン ニューヨーク $10,006,000 - ハード 128S/128Q/64D/32X シングルス – ダブルス – 混合ダブルス | フアン・マルティン・デル・ポトロ                                                                           | ロジャー・フェデラー                                                                                   | 3–6, 7–6(5), 4–6, 7–6(4), 6–2   |
| 8月31日 9月7日  | 全米オープン ニューヨーク $10,006,000 - ハード 128S/128Q/64D/32X シングルス – ダブルス – 混合ダブルス | ルーカス・ドロウヒー リーンダー・パエス                                                                    | マヘシュ・ブパシ マーク・ノールズ                                                                      | 3–6, 6–3 6–2                    |
| 8月31日 9月7日  | 全米オープン ニューヨーク $10,006,000 - ハード 128S/128Q/64D/32X シングルス – ダブルス – 混合ダブルス | カーリー・ガリクソン トラビス・パロット                                                                    | カーラ・ブラック リーンダー・パエス                                                                    | 6–2, 6–4                        |
| 9月14日         | デビスカップ準決勝 ポレッチ - クレー (室内) ムルシア - クレー (室内) | 勝利チーム · チェコ · スペイン                                                                             | 敗退チーム · クロアチア · イスラエル                                                                   | 4–1                             |
| 9月21日         | BCRルーマニア・オープン ブカレスト €450,000 - クレー - 28S/32Q/16D | アルベルト・モンタニェス                                                                                   | フアン・モナコ                                                                                         | 7–6(2), 7–6(6)                  |
| 9月21日         | BCRルーマニア・オープン ブカレスト €450,000 - クレー - 28S/32Q/16D | フランティシェク・チェルマク ミハル・メルティナク                                                          | ヨハン・ブルンストロム ジャン＝ジュリアン・ロジェ                                                      | 6–2, 6–4                        |
| 9月21日         | モゼール・オープン メス €450,000 - ハード (室内) - 28S/25Q/16D | ガエル・モンフィス                                                                                         | フィリップ・コールシュライバー                                                                         | 7–6(1), 3–6, 6–2                |
| 9月21日         | モゼール・オープン メス €450,000 - ハード (室内) - 28S/25Q/16D | コリン・フレミング ケン・スクプスキ                                                                        | アルノー・クレマン ミカエル・ロドラ                                                                    | 2–6, 6–4, [10–5]                |
| 9月28日         | タイ・オープン バンコク $608,500 - ハード (室内) - 28S/32Q/16D | ジル・シモン                                                                                               | ビクトル・トロイツキ                                                                                   | 7–5, 6–3                        |
| 9月28日         | タイ・オープン バンコク $608,500 - ハード (室内) - 28S/32Q/16D | エリック・ブトラック ラジーブ・ラム                                                                        | ギリェルモ・ガルシア＝ロペス ミーシャ・ズベレフ                                                        | 7–6(4), 6–3                     |
| 9月28日         | マレーシア・オープン・クアラルンプール クアラルンプール $850,000 - ハード (室内) - 28S/17S/16D | ニコライ・ダビデンコ                                                                                       | フェルナンド・ベルダスコ                                                                               | 6–4, 7–5                        |
| 9月28日         | マレーシア・オープン・クアラルンプール クアラルンプール $850,000 - ハード (室内) - 28S/17S/16D | マリウシュ・フィルステンベルク マルチン・マトコフスキ                                                      | イーゴリ・クニツィン ヤロスラフ・レビンスキー                                                          | 6–2, 6–1                        |
| 10月5日         | チャイナ・オープン 北京 $2,100,600 - ハード - 32S/16Q/16D | ノバク・ジョコビッチ                                                                                       | マリン・チリッチ                                                                                       | 6–2, 7–6(4)                     |
| 10月5日         | チャイナ・オープン 北京 $2,100,600 - ハード - 32S/16Q/16D | ボブ・ブライアン マイク・ブライアン                                                                        | マーク・ノールズ アンディ・ロディック                                                                  | 6–4, 6–2                        |
| 10月5日         | 楽天ジャパン・オープン 東京 $1,226,600 - ハード - 32S/16Q/16D | ジョー＝ウィルフリード・ツォンガ                                                                           | ミハイル・ユージニー                                                                                   | 6–3, 6–3                        |
| 10月5日         | 楽天ジャパン・オープン 東京 $1,226,600 - ハード - 32S/16Q/16D | ユルゲン・メルツァー ユリアン・ノール                                                                      | ロス・ハッチンズ ジョーダン・カー                                                                      | 6–2, 5–7, [10–8]                |
| 10月12日        | 上海マスターズ 上海 $5,250,000 - ハード - 32S/16Q/16D | ニコライ・ダビデンコ                                                                                       | ラファエル・ナダル                                                                                     | 7–6(3), 6–3                     |
| 10月12日        | 上海マスターズ 上海 $5,250,000 - ハード - 32S/16Q/16D | ジュリアン・ベネトー ジョー＝ウィルフリード・ツォンガ                                                      | マリウシュ・フィルステンベルク マルチン・マトコフスキ                                                  | 6–2, 6–4                        |
| 10月19日        | ストックホルム・オープン ストックホルム €600,000 - ハード (室内) - 28S/32Q/16D | マルコス・バグダティス                                                                                     | オリビエ・ロクス                                                                                       | 6–1, 7–5                        |
| 10月19日        | ストックホルム・オープン ストックホルム €600,000 - ハード (室内) - 28S/32Q/16D | ブルーノ・ソアレス ケビン・ウリエット                                                                      | シーモン・アスペリン ポール・ハンリー                                                                  | 6–4, 7–6(4)                     |
| 10月19日        | クレムリン・カップ モスクワ $1,080,500 - ハード (室内) - 28S/32Q/16D | ミハイル・ユージニー                                                                                       | ヤンコ・ティプサレビッチ                                                                               | 6–7(5), 6–0, 6–4                |
| 10月19日        | クレムリン・カップ モスクワ $1,080,500 - ハード (室内) - 28S/32Q/16D | パブロ・クエバス マルセル・グラノリェルス                                                                  | フランティセク・チェルマク ミハル・メルティナク                                                        | 4–6, 7–5, [10–8]                |
| 10月26日        | サンクトペテルブルク・オープン サンクトペテルブルク $750,000 - ハード (室内) - 32S/32Q/16D | セルジー・スタホフスキー                                                                                   | オラシオ・セバジョス                                                                                   | 2–6, 7–6(8), 7–6(7)             |
| 10月26日        | サンクトペテルブルク・オープン サンクトペテルブルク $750,000 - ハード (室内) - 32S/32Q/16D | コリン・フレミング ケン・スクプスキ                                                                        | ジェレミー・シャルディー リシャール・ガスケ                                                            | 2–6, 7–5, [10–4]                |
| 10月26日        | バンク・オーストリア・テニス杯 ウィーン €650,000 - ハード (室内) - 28S/32Q/16D | ユルゲン・メルツァー                                                                                       | マリン・チリッチ                                                                                       | 6–4, 6–3                        |
| 10月26日        | バンク・オーストリア・テニス杯 ウィーン €650,000 - ハード (室内) - 28S/32Q/16D | ルカシュ・クボット オリバー・マラチ                                                                        | ユリアン・ノール ユルゲン・メルツァー                                                                  | 2–6, 6–4, [11–9]                |
| 10月26日        | リヨン・グランプリ リヨン €766,750 - ハード (室内) - 28S/32Q/16D | イワン・リュビチッチ                                                                                       | ミカエル・ロドラ                                                                                       | 7–5, 6–3                        |
| 10月26日        | リヨン・グランプリ リヨン €766,750 - ハード (室内) - 28S/32Q/16D | ジュリアン・ベネトー ニコラ・マユ                                                                          | アルノー・クレマン セバスチャン・グロジャン                                                            | 6–4, 7–6(8)                     |
| 11月2日         | バレンシア・オープン500 バレンシア €2,019,000 - ハード (室内) - 32S/32Q/16D | アンディ・マリー                                                                                           | ミハイル・ユージニー                                                                                   | 6–3, 6–2                        |
| 11月2日         | バレンシア・オープン500 バレンシア €2,019,000 - ハード (室内) - 32S/32Q/16D | フランティシェク・チェルマク ミハル・メルティナク                                                          | マルセル・グラノリェルス トミー・ロブレド                                                              | 6–4, 6–3                        |
| 11月2日         | ダビドフ・スイス・インドア バーゼル €1,755,000 - ハード (室内) - 32S/32Q/16D | ノバク・ジョコビッチ                                                                                       | ロジャー・フェデラー                                                                                   | 6–4, 4–6, 6–2                   |
| 11月2日         | ダビドフ・スイス・インドア バーゼル €1,755,000 - ハード (室内) - 32S/32Q/16D | ダニエル・ネスター ネナド・ジモニッチ                                                                      | ボブ・ブライアン マイク・ブライアン                                                                    | 6–2, 6–3                        |
| 11月9日         | BNPパリバ・マスターズ パリ $5,250,000 – ハード (室内) – 48S/24Q/24D | ノバク・ジョコビッチ                                                                                       | ガエル・モンフィス                                                                                     | 6–2, 5–7, 7–6(3)                |
| 11月9日         | BNPパリバ・マスターズ パリ $5,250,000 – ハード (室内) – 48S/24Q/24D | ダニエル・ネスター ネナド・ジモニッチ                                                                      | マルセル・グラノリェルス トミー・ロブレド                                                              | 6–3, 6–4                        |
| 11月16日        | 開催なし | 開催なし                                                                                                   | 開催なし                                                                                               | 開催なし                        |
| 11月23日        | ATPワールドツアー・ファイナル ロンドン $5,000,000 – ハード (室内) – 8S/8D (RR) | ニコライ・ダビデンコ                                                                                       | フアン・マルティン・デル・ポトロ                                                                       | 6–3, 6–4                        |
| 11月23日        | ATPワールドツアー・ファイナル ロンドン $5,000,000 – ハード (室内) – 8S/8D (RR) | ボブ・ブライアン マイク・ブライアン                                                                        | マックス・ミルヌイ アンディ・ラム                                                                      | 7–6(5), 6–3                     |
| 11月30日        | デビスカップ決勝 バルセロナ - クレー | スペイン                                                                                                   | チェコ                                                                                                 | 5–0                             |

## 2009年最終ランキング
| 順位 | 選手                             | ポイント | 出場数 |
| ---- | -------------------------------- | -------- | ------ |
| 1    | ロジャー・フェデラー             | 10550    | 19     |
| 2    | ラファエル・ナダル               | 9205     | 19     |
| 3    | ノバク・ジョコビッチ             | 8310     | 23     |
| 4    | アンディ・マリー                 | 7030     | 19     |
| 5    | フアン・マルティン・デル・ポトロ | 6785     | 22     |
| 6    | ニコライ・ダビデンコ             | 4930     | 26     |
| 7    | アンディ・ロディック             | 4410     | 20     |
| 8    | ロビン・セーデリング             | 3410     | 27     |
| 9    | フェルナンド・ベルダスコ         | 3300     | 24     |
| 10   | ジョー＝ウィルフリード・ツォンガ | 2875     | 26     |

| 順位 | 選手                 | ポイント | 出場数 |
| ---- | -------------------- | -------- | ------ |
| 1    | ボブ・ブライアン     | 10480    | 25     |
| 1    | マイク・ブライアン   | 10480    | 25     |
| 3    | ダニエル・ネスター   | 10410    | 25     |
| 3    | ネナド・ジモニッチ   | 10410    | 27     |
| 5    | マーク・ノールズ     | 6880     | 23     |
| 6    | ルーカス・ドロウヒー | 6460     | 25     |
| 7    | マヘシュ・ブパシ     | 6260     | 21     |
| 8    | リーンダー・パエス   | 5890     | 17     |
| 9    | アンディ・ラム       | 4950     | 26     |
| 10   | ウェスリー・ムーディ | 4550     | 28     |

## 主な引退選手
- アグスティン・カレリ
- ギリェルモ・コリア
- ルイス・オルナ
- トーマス・ヨハンソン
- 李亨澤
- アンドレイ・パベル
- マリアノ・プエルタ
- マラト・サフィン
- パベル・ビズネル
- 岩渕聡